# Holsteiner (paard)

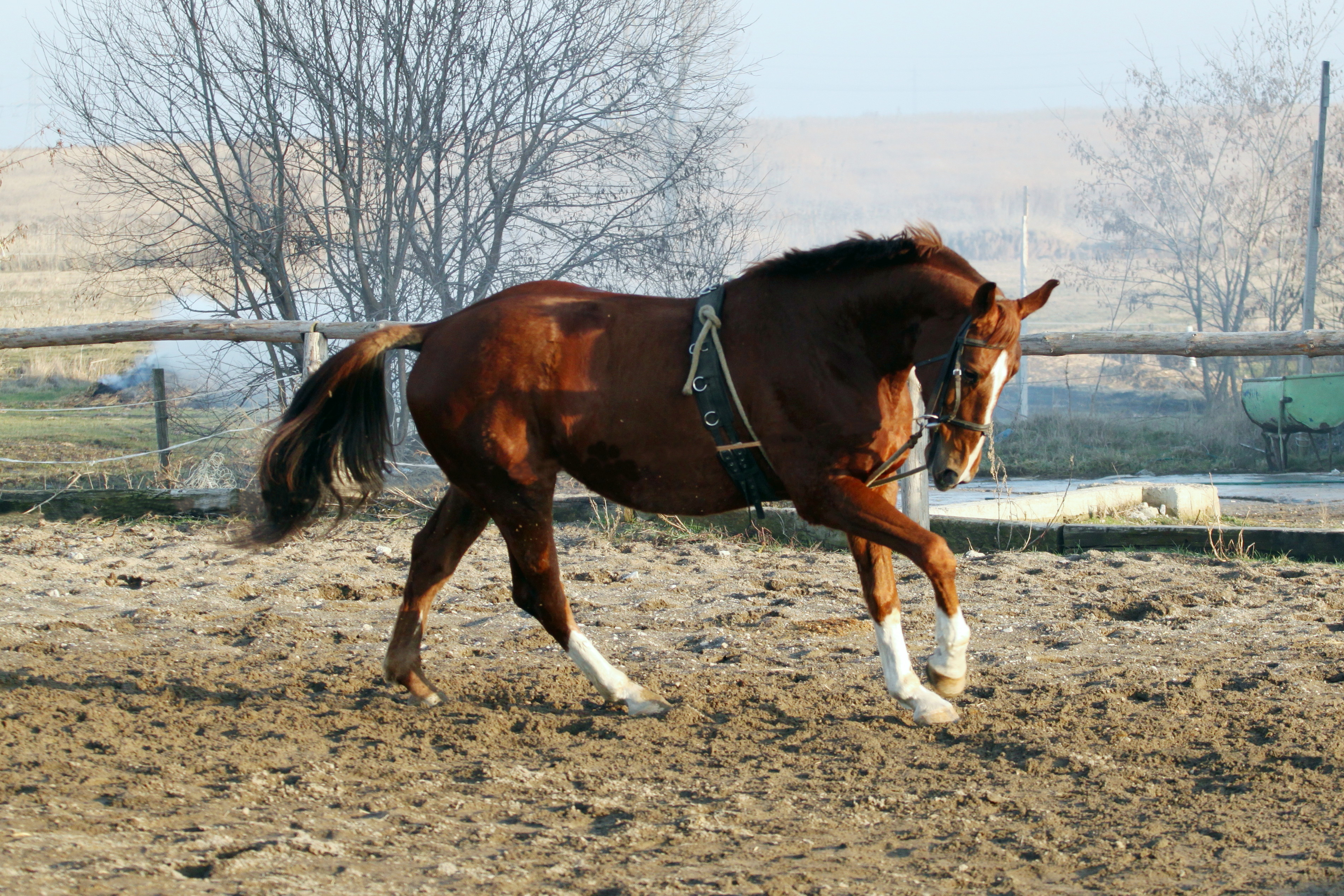
Voskleurige holsteiner

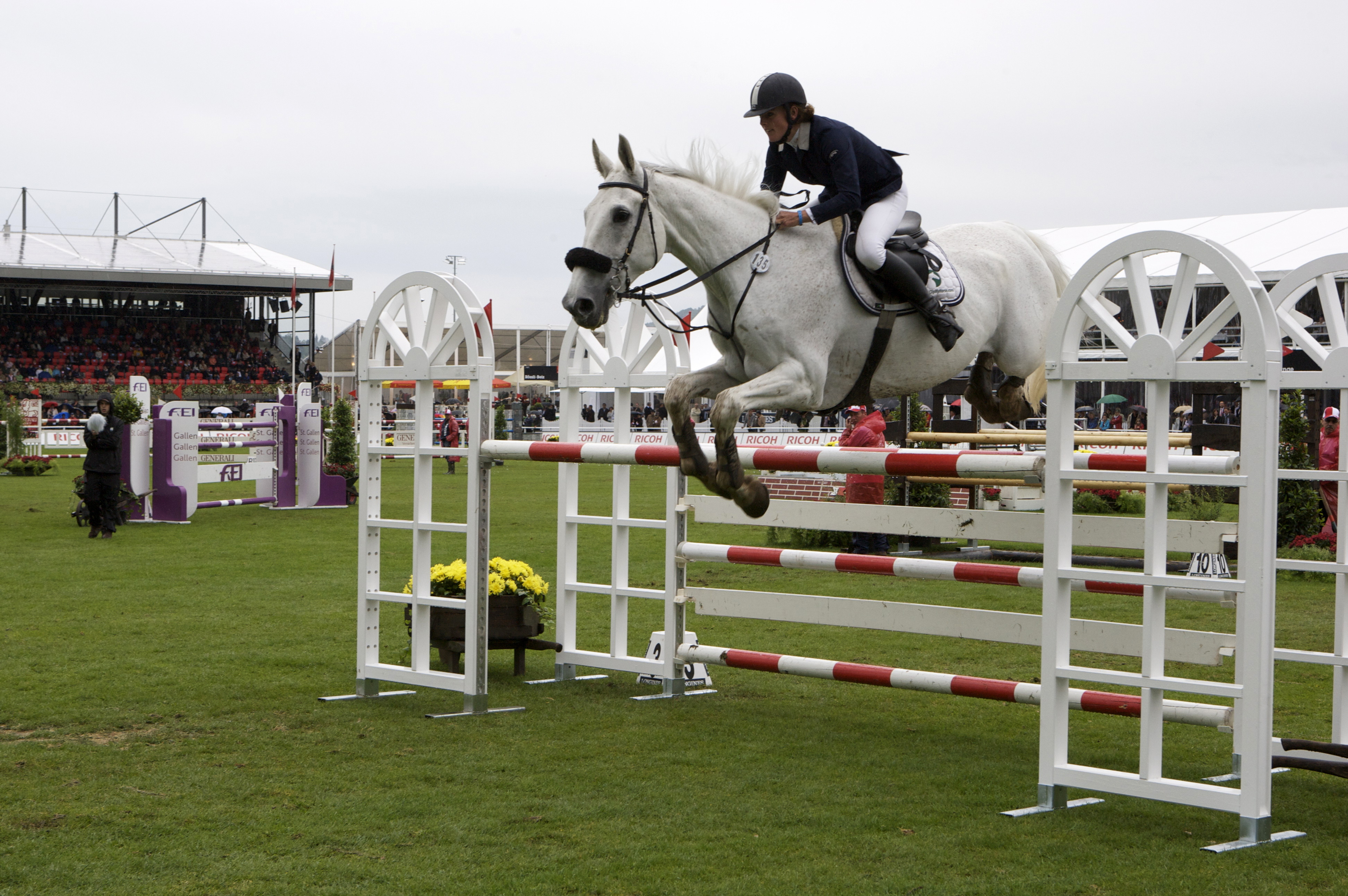
Simone Wettstein met Cool Man

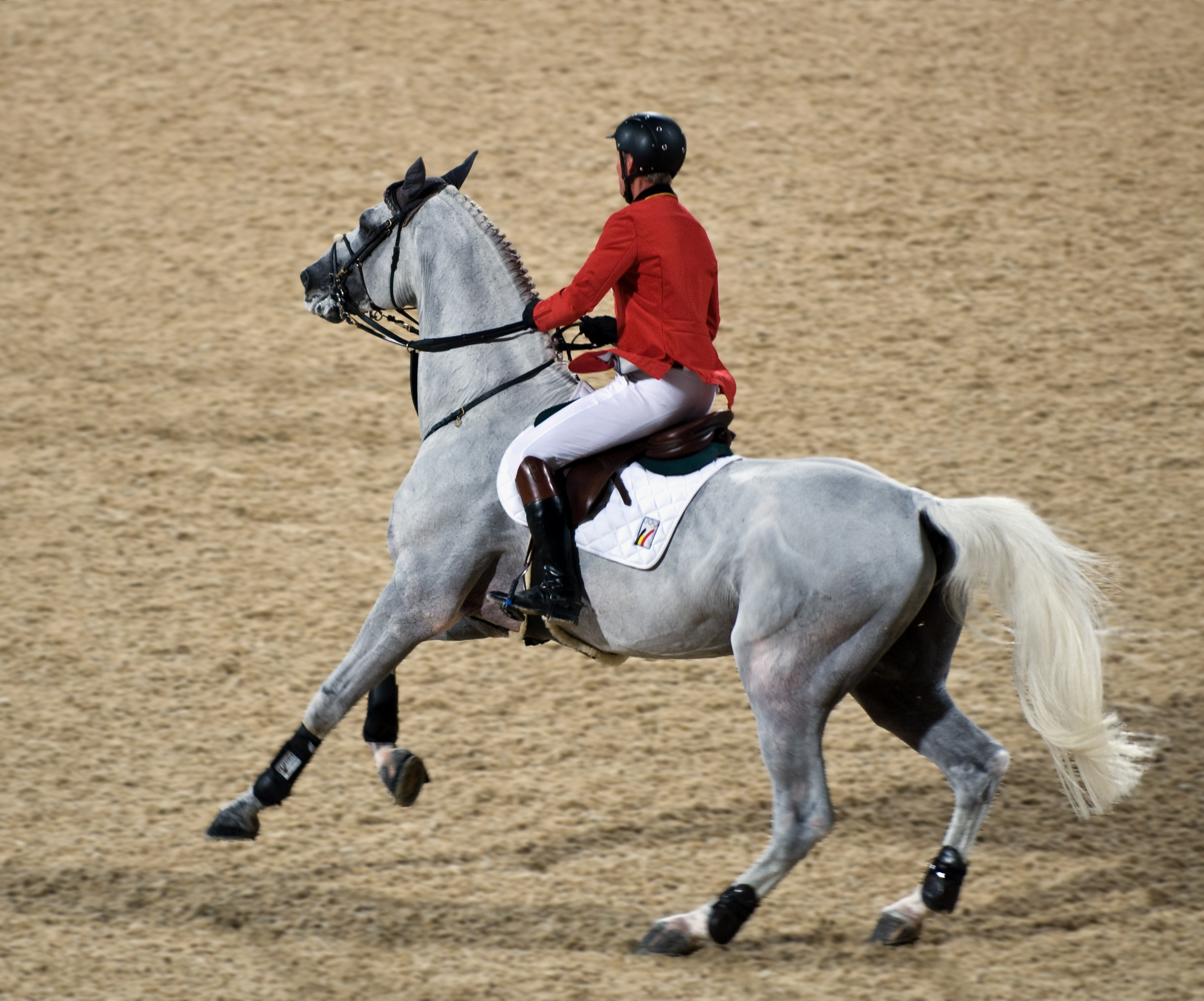
Jos Lansink met Cumano

De holsteiner is een Duits paardenras dat van oorsprong gefokt werd in Sleeswijk-Holstein. Het ras heeft een lange geschiedenis. In de 17e eeuw werd de holsteiner voornamelijk gebruikt als koetspaard. Tegenwoordig is het een modern rijpaard dat als prestatiepaard succesvol is in de top van de paardensport, zowel bij het springen en de dressuur als bij de eventing en de mensport.

## Geschiedenis
De eerste optekeningen over de holsteiners dateren uit 1285 toen in een klooster in Uetersen een kleine stoeterij werd opgezet. In de 17e eeuw werd een zwaargebouwd type holsteiner gebruikt als tuigpaard voor karren en wagens.
De Franse cavalerie kocht in die tijd per jaar ongeveer tweeduizend holsteiners. Ook het Pruisische leger gebruikte holsteiners, omdat de Pruisische koning veel waarde hechtte aan grote paarden. Een consequente fokkerij met een duidelijke strategie bestaat pas sinds honderd jaar, toen men begon met het veredelen van de zware holsteinerkoetspaarden door de inbreng van Engelse volbloeden, anglo-arabieren en andalusiërs, waardoor de holsteiner steeds eleganter werd.
Pas in de jaren 1930 werd het goede springvermogen van de holsteiners ontdekt en zag men ze steeds meer in de springsport. Hun bijzondere springtalent was na de Tweede Wereldoorlog zo in trek, dat steeds meer Duitse springruiters met een holsteiner in het parcours verschenen. Een van hen was Fritz Thiedemann met zijn ruin Meteor, de combinatie won onder andere teamgoud op de Olympische Spelen van 1956 in Stockholm. Door de inbreng van bloed van geselecteerde volbloeden als Ladykiller XX (van wie de legendarische hengst Landgraf afstamt), Marlon XX, Cottage Son XX en andere tophengsten als de anglo-normandiër Cor de la Bryére konden de fokkers voldoen aan de vraag naar een modern sportpaard, dat in alle disciplines succesvol kon zijn, met name bij het springen.
Door de opheffing van het Landgestüt Traventhal, in 1960, kregen de fokkers van de holsteiner er een opgave bij. Met de overname van ruim dertig hengsten, die in eigendom waren van de staat, werd het Holsteiner Verband tot de belangrijkste hengstenhouder in Sleeswijk-Holstein.

## Exterieur
De stokmaat van de holsteiner ligt tussen de 1,65 en 1,75 meter.
Het hoofd van de holsteiner heeft een recht profiel met expressieve ogen en grote neusgaten. Zijn hals is sterk en laag aangezet. De holsteiner heeft veel schoft en gespierde schouders. Hij heeft stevige gewrichten en zijn voeten zijn groot en rond. Dankzij de kruising met de Engelse volbloed is hij zeer edel in zijn uitstraling. Zijn romp is compact en heeft slanke, harde benen. Het paard heeft ruime gangen.
De holsteiner wordt het meest gezien in alle tinten bruin. Ook vos en schimmel komen voor. Vroeger was schimmel de meest voorkomende kleur bij dit ras.

## Karakter
Het karakter van dit paard wordt omschreven als intelligent, betrouwbaar, werkwillig, stressbestendig en gehoorzaam.

## Successen in de sport

### Springen
- Meteor - brons onder Fritz Thiedemann tijdens de OS in Helsinki, 1952
- Taggi - groepsgoud onder Sören von Rönne tijdens de wereldkampioenschap in Den Haag, 1994
- Classic Touch - goud onder Ludger Beerbaum tijdens de Olympische Zomerspelen in Barcelona, 1992
- Cento - wereldkampioenschap springen met Otto Becker in Leipzig, 2002
- Cöster - Europees kampioen met Christian Ahlmann in 2003, groepsgoud in 2005
- Cumano - goud onder Jos Lansink wereldkampioenschappen in Aken, 2006
- Lambrasco - winnaar van de Grand Prix van Aken onder Janne Friederike Meyer, 2011
- Calle Cool - winnaar Duitse springderby onder Nisse Lüneburg in Hamburg, 2012

### Veelzijdigheid
- Marius - Goud onder Hinrich Romeike tijdens de OS in Peking, 2008

## Afbeeldingen

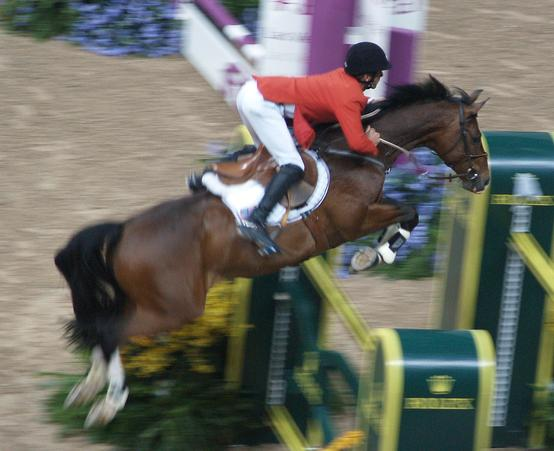
Richard Spooner (USA) met Cristallo, 2007
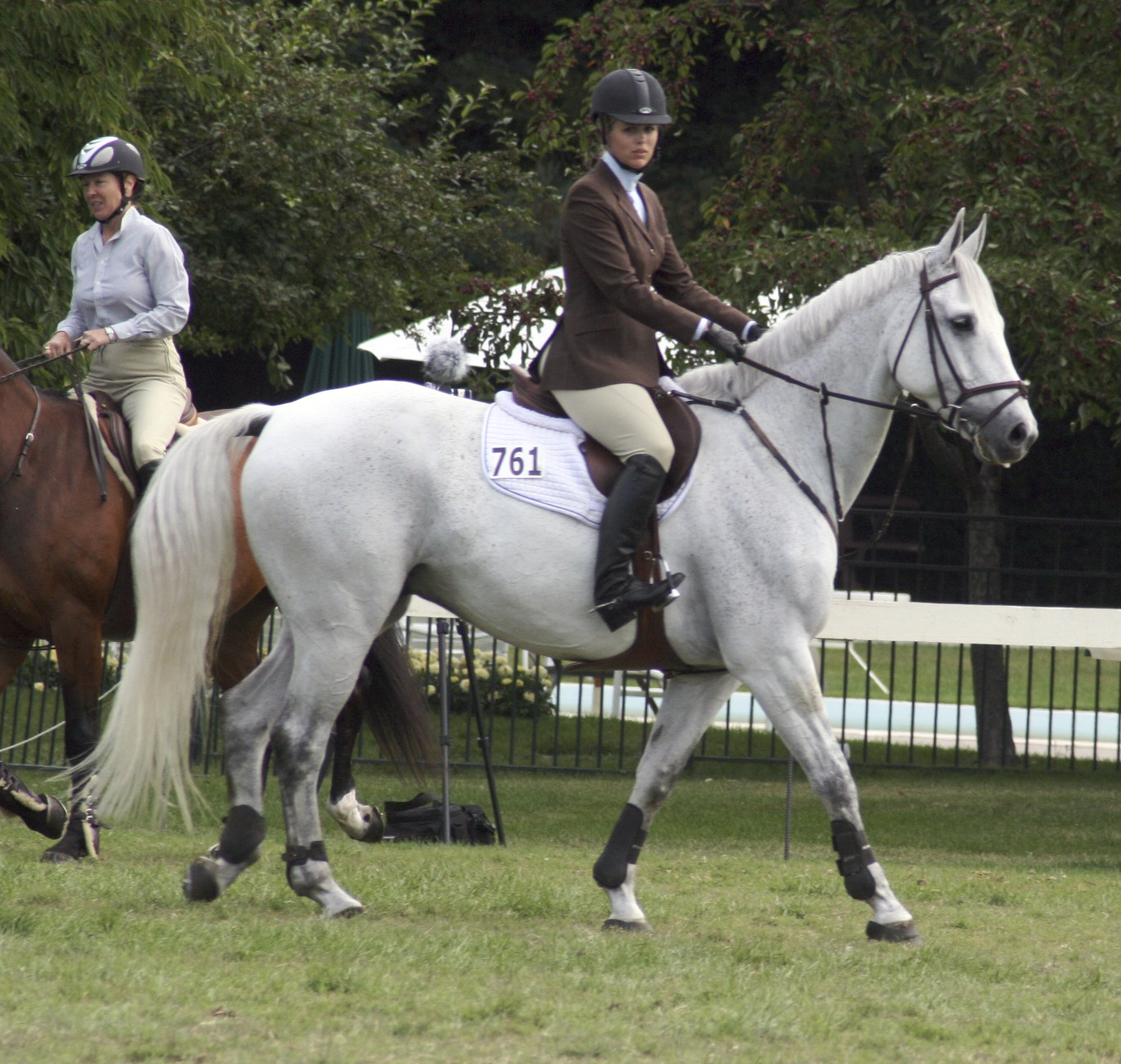
Holsteiner onder het zadel
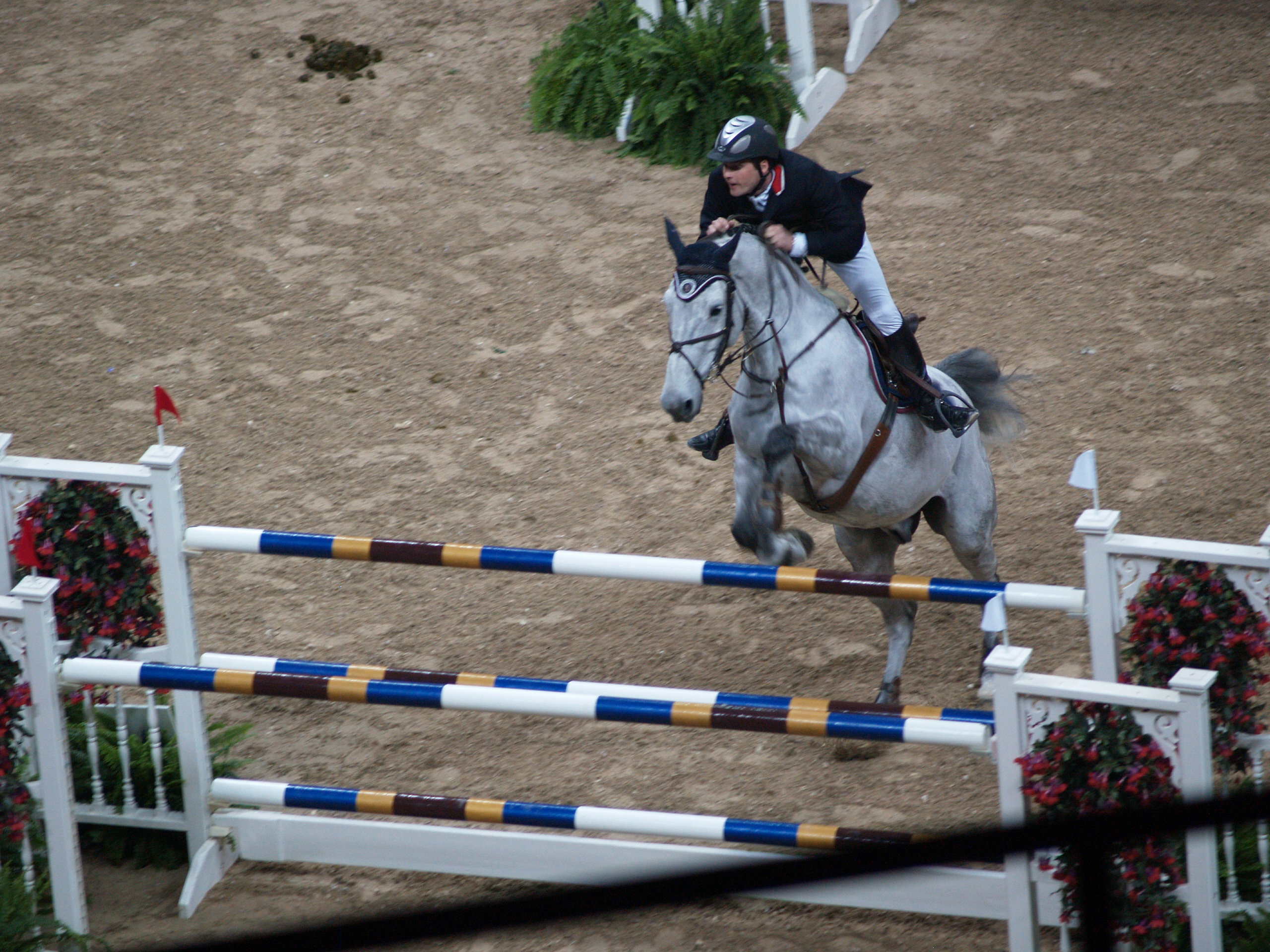
André Hansen met Camiro